# Пойда, Фёдор Николаевич
 Фёдор Николаевич По́йда (1906—1979) — старший инженер-конструктор РНИИ.

## Биография
Поступил в ЛПИ. 15 октября 1930 год после добровольного зачисления в РККА был переведён в ВТА имени Ф. Э. Дзержинского. Окончил ВАА РККА (Военно-техническая академия была переименована в 1932 году) в 1932 году по первому разряду, получив квалификацию «артиллерийский инженер».

После окончания академии проходил службу на следующих должностях:

артиллерийского инженера 1-го отдела Управления военных изобретений РККА — 28 ноября 1932 год — 9 мая 1933 года

старшего инженера РНИИ — с ноября 1933 года.

руководителя артиллерийской группы РНИИ — с 30 мая 1936 года

начальника сектора № 1 РНИИ — с июня 1936 года br />
начальника сектора порохов РС НКБ НИИ-3 (бывший РНИИ) — с мая 1937 года

заместителя начальника конструкторского отдела НИИ-1 Наркомата Вооружения СССР — с марта 1943 года

преподавателя кафедры вооружения Гвардейских миномётных частей (с 19 мая 1945 года кафедра реактивного вооружения) Артиллерийской академии имени Ф. Э. Дзержинского — 4 ноября 1944 года — 6 ноября 1946 года

(в августе 1944 года в составе факультета боеприпасов Артиллерийской академии имени Ф. Э. Дзержинского была организована кафедра вооружения гвардейских миномётных частей, предмет «Материальная часть и проектирование пороховых снарядов» на этой кафедре вёл Ф. Н. Пойда.)

начальника отдела пороховых реактивных снарядов полевой артиллерии НИИ-4 Академии Артиллерийских наук — 6 ноября 1946 года — 23 октября 1953 года.

заместителя начальника 5-го отдела НИИ-4 Академии Артиллерийских наук — 23 октября 1953 годо- 9 июля 1955 год

начальника 83 лаборатории НИИ-4 Академии Артиллерийских наук — 9 июля 1955 года — 13 декабря 1955 года
В 1942 году Ф. Н. Пойда вместе с В. Г. Бессоновым и М. П. Горшковым создали 132-мм реактивный снаряд М-13ДД совершенно новой конструкции. В нём использован двухкамерный ракетный двигатель.
Полковник-инженер инженерно-артиллерийской службы. Уволен в запас в декабре 1955 года.
Умер 20 сентября 1979 году. Похоронен в «закрытом» колумбарии Ваганьковского кладбища в Москве.

## Награды и премии
- Сталинская премия II степени (14 марта 1941) — за изобретение по вооружению самолётов[2]
- орден Трудового Красного Знамени
- орден «Знак Почёта»
- медали